# Arthur Mackley
Arthur Mackley, all'anagrafe Arthur James Mackley (Portsmouth, 3 luglio 1865 – Los Angeles, 21 dicembre 1926), è stato un attore e regista inglese che ha lavorato nel cinema USA ai tempi del muto.
Specializzato in western, era soprannominato "Sheriff" ed era anche conosciuto come Arthur 'Sheriff' Mackley.

## Biografia
Nato a Portsmouth, in Inghilterra, nella sua carriera di attore girò 156 film. Fu anche regista: dal 1911 al 1915, diresse 64 pellicole. Ne produsse una e appare come soggettista in tre film. 
Iniziò a recitare nel 1910 in The Tout's Remembrance, un film a un rullo diretto da Gilbert M. 'Broncho Billy' Anderson per la casa di produzione Essanay. La compagnia, che aveva la sua sede principale a Chicago, produsse numerosi western sotto la guida di Anderson che era diventato una vera star, il primo cowboy divo del cinema, conosciuto da tutti con il nome di Broncho Billy. Mackley diventò uno degli attori preferiti nei western di Anderson che avrebbe stabilito la sua base a Niles dopo aver scelto come location altre località californiane e aver girato spesso in Colorado e in Texas. 
Mackley, che aveva intrapreso anche la carriera di regista nel 1911, restò all'Essanay fino al 1913. In molti dei suoi film, ebbe come partner la moglie, l'attrice Julia Mackley (1878-1964). Il suo ultimo film uscì nel 1925.
Arthur Mackley morì a Los Angeles il 21 dicembre 1926 a sessantun anni.

## Filmografia
La filmografia è completa. Quando manca il nome del regista, questo non viene riportato nei titoli

### Attore

#### 1910
- The Tout's Remembrance, regia di Gilbert M. 'Broncho Billy' Anderson (1910)
- Patricia of the Plains, regia di Gilbert M. 'Broncho Billy' Anderson (1910)
- The Silent Message, regia di Gilbert M. 'Broncho Billy' Anderson (1910)
- A Westerner's Way, regia di Gilbert M. 'Broncho Billy' Anderson (1910)
- The Masquerade Cop, regia di Gilbert M. 'Broncho Billy' Anderson (1910)
- Hank and Lank: As Sandwich Men, regia di Gilbert M. 'Broncho Billy' Anderson (1910)
- The Tenderfoot Messenger, regia di Gilbert M. 'Broncho Billy' Anderson (1910)
- The Bad Man's Christmas Gift, regia di Gilbert M. 'Broncho Billy' Anderson (1910)
- A Gambler of the West, regia di Gilbert M. 'Broncho Billy' Anderson (1910)

#### 1911
- The Count and the Cowboys, regia di Gilbert M. 'Broncho Billy' Anderson (1911)
- The Bad Man's First Prayer, regia di Gilbert M. 'Broncho Billy' Anderson (1911)
- The Girl of the West, regia di Gilbert M. 'Broncho Billy' Anderson (1911)
- The Border Ranger, regia di Gilbert M. 'Broncho Billy' Anderson (1911)
- The Two Reformations, regia di Gilbert M. 'Broncho Billy' Anderson (1911)
- The Cattleman's Daughter, regia di Gilbert M. 'Broncho Billy' Anderson (1911)
- The Outlaw and the Child, regia di Gilbert M. 'Broncho Billy' Anderson (1911)
- The Romance on 'Bar O', regia di Gilbert M. 'Broncho Billy' Anderson (1911)
- The Faithful Indian, regia di Gilbert M. 'Broncho Billy' Anderson (1911)
- Across the Plains, regia di Gilbert M. 'Broncho Billy' Anderson e Thomas H. Ince (1911)
- The Bad Man's First Prayer, regia di Gilbert M. 'Broncho Billy' Anderson (1911)
- The Indian Maiden's Lesson, regia di Gilbert M. 'Broncho Billy' Anderson (1911)
- The Bunco Game at Lizardhead, regia di Gilbert M. 'Broncho Billy' Anderson (1911)
- Alkali Ike's Auto, regia di Gilbert M. 'Broncho Billy' Anderson (1911)
- The Lucky Card, regia di Gilbert M. 'Broncho Billy' Anderson (1911)
- The Infant at Snakeville, regia di Gilbert M. 'Broncho Billy' Anderson (1911)
- Forgiven in Death, regia di Gilbert M. 'Broncho Billy' Anderson (1911)
- The Hidden Mine, regia di Gilbert M. 'Broncho Billy' Anderson (1911)
- The Sheriff's Brother, regia di Gilbert M. 'Broncho Billy' Anderson (1911)
- The Corporation and the Ranch Girl, regia di Gilbert M. 'Broncho Billy' Anderson (1911)
- The Outlaw Samaritan, regia di Gilbert M. 'Broncho Billy' Anderson (1911)
- The Two Fugitives, regia di Gilbert M. 'Broncho Billy' Anderson (1911)
- The Two-Gun Man (1911)
- A Pal's Oath, regia di Gilbert M. 'Broncho Billy' Anderson (1911)
- The Ranchman's Son, regia di Arthur Mackley (1911)
- Spike Shannon's Last Fight, regia di Gilbert M. 'Broncho Billy' Anderson (1911)
- A Western Girl's Sacrifice, regia di Gilbert M. 'Broncho Billy' Anderson (1911)
- The Strike at the Little Jonny Mine, regia di Gilbert M. 'Broncho Billy' Anderson (1911)
- Town Hall, Tonight, regia di Gilbert M. 'Broncho Billy' Anderson (1911)
- The Stage Driver's Daughter, regia di Gilbert M. 'Broncho Billy' Anderson (1911)
- A Western Redemption, regia di Gilbert M. 'Broncho Billy' Anderson (1911)
- The Forester's Plea, regia di Gilbert M. 'Broncho Billy' Anderson (1911)
- Outwitting Papa, regia di Gilbert M. 'Broncho Billy' Anderson (1911)
- A Cattle Rustler's Father, regia di Arthur Mackley (1911)
- The Desert Claim, regia di Arthur Mackley (1911)
- A Frontier Doctor, regia di Arthur Mackley (1911)
- Broncho Billy's Christmas Dinner, regia di Gilbert M. 'Broncho Billy' Anderson (1911)
- Broncho Billy's Adventure, regia di Gilbert M. 'Broncho Billy' Anderson (1911)

#### 1912
- A Child of the West, regia di Gilbert M. 'Broncho Billy' Anderson (1912)
- The Loafer, regia di Arthur Mackley (1912)
- Widow Jenkins' Admirers, regia di Gilbert M. 'Broncho Billy' Anderson (1912)
- The Oath of His Office, regia di Gilbert M. 'Broncho Billy' Anderson (1912)
- Broncho Billy and the Schoolmistress, regia di Gilbert M. 'Broncho Billy' Anderson (1912)
- The Deputy and the Girl, regia di Gilbert M. 'Broncho Billy' Anderson (1912)
- The Ranch Girl's Mistake, regia di Gilbert M. 'Broncho Billy' Anderson (1912)
- A Romance of the West, regia di Arthur Mackley (1912)
- A Ranch Widower's Daughters, regia di Gilbert M. 'Broncho Billy' Anderson (1912)
- The Bandit's Child, regia di Gilbert M. 'Broncho Billy' Anderson (1912)
- Alkali Ike Bests Broncho Billy, regia di Gilbert M. 'Broncho Billy' Anderson (1912)
- A Road Agent's Love, regia di Gilbert M. 'Broncho Billy' Anderson (1912)
- The Cattle King's Daughter, regia di Gilbert M. 'Broncho Billy' Anderson (1912)
- Alkali Ike's Boarding House, regia di Gilbert M. 'Broncho Billy' Anderson (1912)
- The Indian and the Child, regia di Gilbert M. 'Broncho Billy' Anderson (1912)
- Broncho Billy and the Bandits, regia di Gilbert M. 'Broncho Billy' Anderson (1912)
- Alkali Ike's Bride, regia di Gilbert M. 'Broncho Billy' Anderson (1912)
- The Dead Man's Claim, regia di Gilbert M. 'Broncho Billy' Anderson (1912)
- The Sheriff and His Man, regia di Gilbert M. 'Broncho Billy' Anderson (1912)
- Broncho Billy and the Indian Maid, regia di Gilbert M. 'Broncho Billy' Anderson (1912)
- Broncho Billy's Narrow Escape, regia di Gilbert M. 'Broncho Billy' Anderson (1912)
- A Story of Montana, regia di Gilbert M. 'Broncho Billy' Anderson (1912)
- The Smuggler's Daughter, regia di Gilbert M. 'Broncho Billy' Anderson (1912)
- A Wife of the Hills, regia di Gilbert M. 'Broncho Billy' Anderson (1912)
- A Moonshiner's Heart, regia di Gilbert M. 'Broncho Billy' Anderson (1912)
- Broncho Billy's Pal, regia di Gilbert M. 'Broncho Billy' Anderson (1912)
- The Loafer's Mother, regia di Arthur Mackley (1912)
- The Little Sheriff, regia di Gilbert M. 'Broncho Billy' Anderson (1912)
- Broncho Billy's Last Hold-Up, regia di Gilbert M. 'Broncho Billy' Anderson (1912)
- On the Moonlight Trail, regia di Arthur Mackley (1912)
- Alkali Ike Plays the Devil, regia di Gilbert M. 'Broncho Billy' Anderson (1912)
- Broncho Billy for Sheriff, regia di Gilbert M. 'Broncho Billy' Anderson (1912)
- The Ranchman's Trust, regia di Gilbert M. 'Broncho Billy' Anderson (1912)
- A Woman of Arizona, regia di Arthur Mackley (1912)
- Love on Tough Luck Ranch, regia di Arthur Mackley (1912)
- The Shotgun Ranchman, regia di Arthur Mackley (1912)
- The Outlaw's Sacrifice, regia di Arthur Mackley (1912)
- The Ranch Girl's Trial, regia di Gilbert M. 'Broncho Billy' Anderson (1912)
- The Mother of the Ranch, regia di Arthur Mackley (1912)
- The Ranchman's Anniversary, regia di Arthur Mackley (1912)
- An Indian's Friendship, regia di Gilbert M. 'Broncho Billy' Anderson (1912)
- The Dance at Silver Gulch, regia di Arthur Mackley (1912)
- Broncho Billy's Heart, regia di Gilbert M. 'Broncho Billy' Anderson (1912)
- Broncho Billy's Mexican Wife, regia di Gilbert M. 'Broncho Billy' Anderson (1912)
- The Prospector, regia di Arthur Mackley (1912)
- The Sheriff's Luck, regia di Arthur Mackley (1912)
- The Sheriff's Inheritance, regia di Arthur Mackley (1912)

#### 1913
- The Miner's Request, regia di Arthur Mackley (1913)
- The Sheriff's Child, regia di Arthur Mackley (1913)
- The Sheriff's Story, regia di Arthur Mackley (1913)
- The Ranchman's Blunder, regia di Arthur Mackley (1913)
- Across the Great Divide, regia di Arthur Mackley (1913)
- Where the Mountains Meet, regia di Arthur Mackley (1913)
- The Western Law That Failed, regia di Arthur Mackley (1913)
- A Montana Mix-Up, regia di Arthur Mackley (1913)
- Old Gorman's Gal, regia di Arthur Mackley (1913)
- The Housekeeper of Circle C, regia di Arthur Mackley (1913)
- The Sheriff's Honeymoon, regia di Arthur Mackley (1913)
- The Sheriff's Son, regia di Arthur Mackley (1913)
- The Sheriff's Wife, regia di Arthur Mackley (1913)
- The Story the Desert Told, regia di Arthur Mackley (1913)
- Two Western Paths, regia di Arthur Mackley (1913)
- The Ranch Girl's Partner, regia di Arthur Mackley (1913)
- A Widow of Nevada, regia di Arthur Mackley (1913)
- The New Sheriff, regia di Arthur Mackley (1913)
- The Life We Live, regia di Arthur Mackley (1913)
- The Daughter of the Sheriff, regia di Arthur Mackley (1913)
- The Two Ranchmen, regia di Arthur Mackley (1913)
- The Call of the Plains, regia di Arthur Mackley (1913)

#### 1914
- The Return of Cal Clauson (1914)
- The Deputy Sheriff's Star, regia di Arthur Mackley (1914)
- Dad's Outlaws (1914)
- Izzy, the Operator (1914)
- For the Sake of Kate (1914)
- The Angel of the Gulch (1914)
- The Cowboy's Chicken Dinner – cortometraggio (1914)
- Dan Morgan's Way (1914)
- The Sheriff's Prisoner, regia di Arthur Mackley (1914)
- The Stolen Ore, regia di Arthur Mackley (1914)
- The Miner's Baby (1914)
- The Sheriff's Choice, regia di Arthur Mackley – cortometraggio (1914)
- Every Man Has His Price, regia di Arthur Mackley (1914)
- The Badge of Office (1914)
- Bad Man Mason (1914)
- Out of the Deputy's Hands, regia di Raoul Walsh (1914)
- Sheriff for an Hour (1914)
- The Miner's Peril, regia di Arthur Mackley (1914)
- The Widow's Children – cortometraggio (1914)
- The Hidden Message (1914)
- They Never Knew, regia di Arthur Mackley (1914)
- A Lucky Disappointment, regia di Arthur Mackley (1914)
- The Message – cortometraggio (1914)

#### 1915
- The Girl He Brought Home (1915)
- The Terror of the Mountains (1915)
- The Lady of Dreams, regia di George Morrissey (1915)
- After Twenty Years (1915)
- The Express Messenger, regia di Arthur Mackley (1915)
- The Deputy's Chance That Won, regia di Arthur Mackley (1915)
- The Job and the Jewels, regia di Arthur Mackley (1915)
- God Is Love (1915)
- A Mother's Justice, regia di Arthur Mackley – cortometraggio (1915)
- The Silent Witness – cortometraggio (1915)

#### 1916/1925
- Pique, regia di Lawrence Marston (1916)
- Il metodo dell'onore (The Honor System), regia di Raoul Walsh (1917)
- The Crow, regia di B. Reeves Eason (1919)
- Loot, regia di William C. Dowlan (1919)
- The Feud, regia di Edward LeSaint (1919)
- The Sheriff's Oath, regia di Phil Rosen (1920)
- Devil Dog Dawson, regia di Karl R. Coolidge (1921)
- Shootin' for Love, regia di Edward Sedgwick (1923)
- The Hurricane Kid, regia di Edward Sedgwick (1925)

### Regista
- The Ranchman's Son (1911)
- A Cattle Rustler's Father - non confermato (1911)
- The Desert Claim - non confermato (1911)
- Papa's Letter - non confermato (1911)
- A Frontier Doctor - non confermato (1911)
- The Loafer (1912)
- Curiosity (1912)
- A Romance of the West (1912)
- The Loafer's Mother (1912)
- On the Moonlight Trail - non confermato (1912)
- A Woman of Arizona (1912)
- Love on Tough Luck Ranch (1912)
- The Shotgun Ranchman (1912)
- The Outlaw's Sacrifice (1912)
- The Mother of the Ranch (1912)
- The Ranchman's Anniversary (1912)
- The Dance at Silver Gulch (1912)
- The Boss of the Katy Mine (1912)
- The Prospector (1912)
- The Sheriff's Luck (1912)
- The Sheriff's Inheritance (1912)
- The Miner's Request (1913)
- The Sheriff's Child (1913)
- The Sheriff's Story (1913)
- The Ranchman's Blunder (1913)
- Across the Great Divide (1913)
- Where the Mountains Meet (1913)
- The Western Law That Failed (1913)
- A Montana Mix-Up (1913)
- Old Gorman's Gal (1913)
- The Housekeeper of Circle C (1913)
- The Sheriff's Honeymoon (1913)
- The Sheriff's Son (1913)
- The Sheriff's Wife (1913)
- The Story the Desert Told (1913)
- Two Western Paths (1913)
- The Ranch Girl's Partner (1913)
- A Widow of Nevada (1913)
- The New Sheriff (1913)
- The Life We Live (1913)
- The Daughter of the Sheriff (1913)
- The Two Ranchmen (1913)
- The Call of the Plains (1913)
- Days of the Pony Express (1913)
- The Stiletto (1914)
- The Deputy Sheriff's Star (1914)
- The Sheriff's Prisoner (1914)
- The Stolen Ore (1914)
- The Sheriff's Choice – cortometraggio (1914)
- Every Man Has His Price (1914)
- The Miner's Peril (1914)
- They Never Knew (1914)
- The Forest Thieves (1914)
- The Joke on Yellentown – cortometraggio (1914)
- A Lucky Disappointment (1914)
- The Express Messenger (1915)
- The Deputy's Chance That Won (1915)
- The Boundary Line (1915)
- Your Baby and Mine (1915)
- Bubbling Water (1915)
- The Job and the Jewels (1915)
- The Race Love (1915)
- A Mother's Justice – cortometraggio (1915)
- The Ten O'Clock Boat (1915)

### Sceneggiatore
- The Prospector, regia di Arthur Mackley - storia (1912)
- A Lucky Disappointment, regia di Arthur Mackley - storia (1914)
- All Over a Stocking, regia di Al Christie - storia (1916)

### Produttore
- The Angel of the Gulch (1914)